# Hodonínka
Hodonínka är ett vattendrag i Tjeckien.   Det ligger i regionen Vysočina, i den östra delen av landet, 150 km öster om huvudstaden Prag.